# Ptolemais (Kyrenaika)

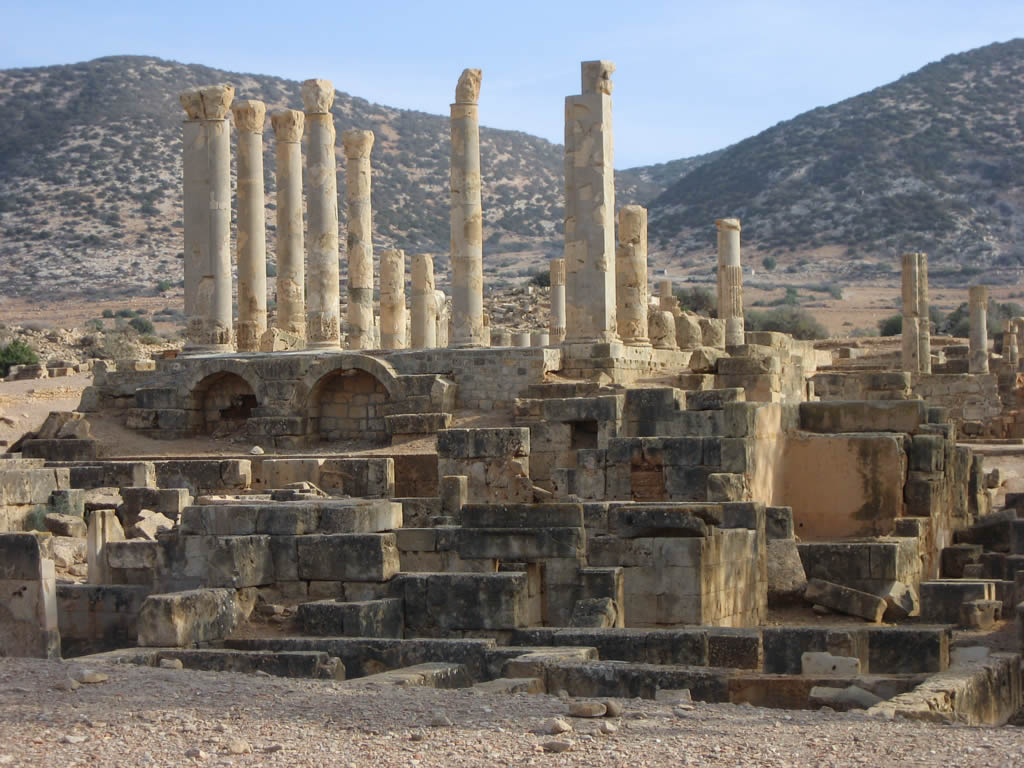
Ruinen von Ptolemais

Ptolemais ist eine antike Stadt in der Kyrenaika im Nordosten Libyens. Sie liegt am Meer, neben dem modernen Tolmeitha.
Die Stadt wurde vielleicht schon im 7. oder 6. Jahrhundert v. Chr. gegründet und diente als Hafen für das nicht weit entfernt im Inland liegende Barke. Der ursprüngliche Name des Hafens ist unbekannt. Sie wurde aber in hellenistischer Zeit vollkommen überbaut und erhielt ihren Namen wohl nach Ptolemaios III. Euergetes. Die 1,4 × 1,5 km² große Stadt wurde in 36,5 × 182,5 m (100 × 500 ptolemäische Fuß) große Häuserblocks unterteilt und war von einer Stadtmauer umgeben. Aus dieser Zeit stammen die Agora und das Theater. 
Im ersten vorchristlichen Jahrhundert wurde Ptolemais römisch (Provinz Creta et Cyrene). Am Ende des dritten nachchristlichen Jahrhunderts wurde sie unter Kaiser Diokletian Provinzhauptstadt von Libya superior. Die Stadt wurde daraufhin mit weiteren öffentlichen Gebäuden, wie einem Ehrenbogen, versehen. 365 wurde sie von einem Erdbeben verwüstet. 
Mit dem Aufkommen des Christentums wurden zahlreiche Basiliken errichtet, von denen heute noch teilweise hoch anstehende Mauern erhalten sind. Einer ihrer Bischöfe war zwischen 411 und 413/414 der berühmte Philosoph Synesios von Kyrene, in dessen Briefen eine Fülle an Details des Alltagslebens und seines eigenen Wirkens verzeichnet ist. 428 wurde die Stadt von den Vandalen zerstört und erlebte in oströmischer Zeit unter Kaiser Justinian I. eine kurze Nachblüte, als auf merklich reduziertem Areal eine befestigte Siedlung wiedererrichtet wurde. Nach der islamischen Eroberung verlor sie vollkommen an Bedeutung. Während der italienischen Besatzungszeit von Libyen zwischen etwa 1911 und 1943 dienten die Ruinen zeitweise als Rückzugsort von Aufständischen.
Die Stadt ist bisher wenig erforscht worden. Es gab nur vereinzelte Grabungen, seit 2002 von polnischen Archäologen. Wichtigstes heute zu sehendes Gebäude ist der Palast der Kolonnaden, der wohl um 80 v. Chr. erbaut wurde, dessen heutige Reste aber hauptsächlich in die Spätantike nach dem Erdbeben von 365 datieren. Außerdem sind die Villa der Vier Jahreszeiten, der sogenannte Statthalterpalast mit einem Peristylinnenhof und eine Zisterne zu sehen. 